# Asclepias linaria

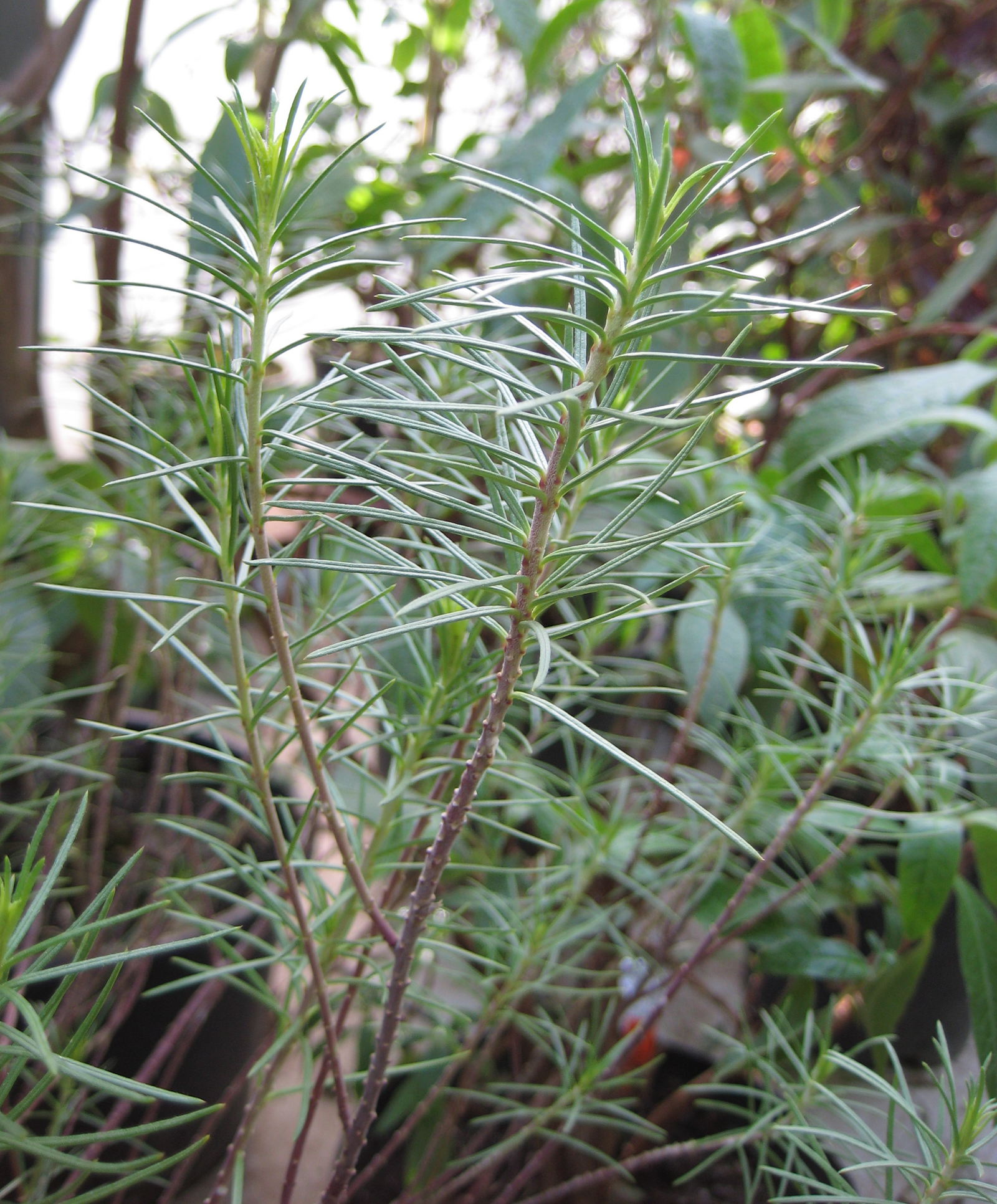
Habitus und Blätter

Asclepias linaria ist eine Pflanzenart aus der Gattung Seidenpflanzen (Asclepias) in der Unterfamilie der Seidenpflanzengewächse (Asclepiadoideae) innerhalb der Familie der Hundsgiftgewächse (Apocynaceae). Sie ist von den südwestlichen USA bis ins nördliche Mexiko beheimatet.

## Beschreibung

### Erscheinungsbild und Blatt
Asclepias linaria wächst als ausdauernde krautige Pflanze mit verholzter Basis, oder als niedriger, fragiler Strauch. Sie erreicht Wuchshöhen von 50 bis 200 cm (bzw. 30 bis 150 cm). Die relativ schlanken, mehrfach verzweigten Sprossachsen stehen aufrecht oder sind aufsteigend und können mehr oder weniger stark verholzt sein. Sie tragen die Narben der abgeworfenen Blätter. Die jungen Sprossachsen sind zunächst fein behaart und verkahlen später.
Die dicht wechselständig und annähernd spiralig angeordneten Blätter sind ungestielt. Die spärlich behaarten oder kahlen Blattspreiten sind bei einer Länge von 2 bis 5 cm und einer Breite von etwa 1 mm nadelförmig. Die Blattränder und die Spreitenspitze sind zur Unterseite hin umgebogen.

### Blütenstand und Blüte
Die Blütezeit reicht von April bis November. Fast end- oder seitenständig und einzeln an einigen der oberen Knoten (Nodien) auf einem mäßig schlanken, 0,5 bis 2 cm langen, behaarten Blütenstandsschaft stehende doldiger Blütenstand enthält wenige bis viele Blüten. Die Blütenstiele sind schlank, 1,5 bis 2 cm lang und ebenfalls behaart.
Die relativ kleinen, zwittrigen Blüten sind radiärsymmetrisch und fünfzählig. Die fünf fein behaarten Kelchblätter sind bei einer Länge von etwa 3 mm lang lanzettlich und nur an ihre Basis verwachsen. Die Blütenkrone ist radförmig und zurückgebogen. Die grünlich weißen, gewöhnlich leicht rosé- oder purpurfarben geröteten Kronblätter besitzen 4 bis 5 mm lange Kronblattzipfel. Das kurz konisch und etwa 1 mm hoch und ebenso breit gestielte Gynostegium ist orange- oder cremefarben. Die bei einer Länge von 3 bis 4 mm breit-eiförmigen, aufrechten oder aufsteigenden, staminalen Nebenkronzipfel sind kapuzenförmig. Der innere Sekundärfortsatz ist hornförmig, liegt fast komplett am staminalen Nebenkronzipfel an, ist aber kürzer als dieser. Der Griffelkopf ist konisch abgeschnitten, etwa 1,5 mm lang und 2,5 bis 3 mm breit. Die Flügel der Staubbeutel sind 1 bis 1,2 mm und das Corpusculum 0,25 mm lang. Die Pollinien messen 0,8 mm in der Länge.

### Frucht und Samen
Auf gebogenen Fruchtstielen stehen aufrechte Früchte. Die glatten, schwach behaarten bis kahlen Balgfrüchte sind bei einer Länge von 4 bis 5 cm und einer Breite von 1 bis 2 cm breit spindelförmig. Die bei einer Länge von etwa 6 mm ovalen Samen besitzen einen bis etwa 2 cm langen, weißen Haarschopf.

### Ähnlichkeiten
Asclepias linaria ist über das gesamte Areal recht einheitlich und gehört zu den Arten der Gattung Asclepias, die am meisten verholzen. Die junge Pflanzen können aufgrund der nadelförmigen Blätter leicht mit Kiefern-Sämlingen verwechselt werden.

## Synökologie
Asclepias linaria ist in ihrem Verbreitungsgebiet eine wichtige Nahrungspflanze der Monarchfalters (Danaus plexippus).

## Vorkommen
Das Verbreitungsgebiet von Asclepias linaria erstreckt sich vom nördlichen Mexiko bis in die südwestlichen USA (Bundesstaaten Kalifornien, Arizona und New Mexico). Fundortangaben in Mexiko gibt es für die Bundesstaaten Chihuahua, Coahuila, Durango, Guanajuato, Jalisco, México, Michoacán, Morelos, Nuevo León, Oaxaca, Puebla, Querétaro, San Luis Potosí, Sonora, Tamaulipas, Tlaxcala, Veracruz, Zacatecas und den bundesunmittelbaren Hauptstadtbezirk Mexiko-Stadt.
Die vertikale Verbreitung erstreckt sich zwischen Höhenlagen von etwa 800 bis 1750 Meter. Asclepias linaria kommt in offenen Eichen-, Kiefern- oder Wacholderwaldgebieten auf trockenen Höhenrücken aus Kalkstein, steinigen Hügeln, sandigen Abhängen an Vulkanen, Canyons und Trockentälern vor. Sie breitet sich von diesen Standorten auch auf trockenes Weideland und Ödland aus.

## Taxonomie
Die Erstveröffentlichung von Asclepias linaria erfolgte 1791 durch Antonio José Cavanilles in Icones et Descriptiones Plantarum, 1, S. 42, Tafel 57. Synonyme für Asclepias linaria Cav. sind: Asclepias filiformis Sessé & Moc., Asclepias pinifolia Greene. Das Artepitheton linaria bedeutet flachsähnlich.